# Католицька церква в Еквадорі
Като́лицька це́рква в Еквадо́рі — найбільша християнська конфесія Еквадору. Складова всесвітньої Католицької церкви, яку очолює на Землі римський папа. Керується конференцією єпископів. Станом на 2004 рік у країні нараховувалося близько 11 749 000 католиків (89,6% від усього населення). Існувало 24 діоцезій, які об'єднували 1208 церковних парафій.  Кількість  священиків — 1797 (з них представники секулярного духовенства — 1076, члени чернечих організацій — 721), постійних дияконів — 74, монахів — 1381, монахинь — 4617.

## Статистика
Згідно з «Annuario Pontificio» і Catholic-Hierarchy.org:
| Рік | Населення | Населення | Населення | Священики | Священики | Священики | Священики           | Диякони | Ченці    | Ченці | Парафії |
| Рік | католики  | загалом   | %         | загалом   | секулярні | ченці     | вірних на священика | Диякони | чоловіки | жінки | Парафії |
| --- | --------- | --------- | --------- | --------- | --------- | --------- | ------------------- | ------- | -------- | ----- | ------- |

## Діоцезії
Шаблон:Католицька церква в Еквадорі